# Lazareto (Korfu)
Lazareto (griechisch Λαζαρέτο (n. sg.), auch Agios Dimitrios Άγιος Δημήτριος) ist eine kleine Insel rund zwei Seemeilen nordwestlich der Stadt Korfu in der Bucht von Gouvia, etwa 1,4 km von der Ostküste der Insel Korfu entfernt. Wie viele den griechischen Häfen vorgelagerte Inselchen diente sie während der venezianischen Herrschaft über die Ionischen Inseln als Kranken- und Quarantäneinsel, nach dem Vorbild der Laguneninsel Lazzaretto Vecchio in Venedig. Im frühen 16. Jahrhundert gründeten die Venezianer ein Kloster der Heiligen Maria von Nazareth, von dem nur noch Reste erhalten sind, später eine erste Leprastation. Nach der Eroberung Korfus durch napoleonische Truppen wurde die Insel durch die russische Marine besetzt, die Gebäude wurden als Militärkrankenhaus genutzt. In der Zeit der Republik der Ionischen Inseln erhielt die Insel ihre ursprüngliche Funktion zurück, wurde nach der Vereinigung mit Griechenland jedoch nur noch sporadisch genutzt. Während des Zweiten Weltkriegs errichteten die Achsenmächte ein Konzentrationslager auf der Insel, in dem Mitglieder der griechischen Résistance interniert wurden. Während des Griechischen Bürgerkriegs 1946–1949 wurde die Insel vom griechischen Militär als Gefängnisinsel benutzt, fast 200 Kommunisten und andere Regimegegner wurden in dieser Zeit auf der Insel getötet. 1962 schließlich wurde das Gefängnis aufgegeben.
Heute existieren noch die Ruine einer kleinen Kirche des Heiligen Demetrius, ein zweistöckiges, durch italienische Truppen errichtetes Gebäude, eine Mauer, die ursprünglich zur Kirche der Heiligen Maria von Nazareth gehörte und an der die zum Tode Verurteilten erschossen wurden sowie der Friedhof, auf dem die Getöteten bestattet wurden. Ehemalige Gefangene und Nachkommen der Todesopfer gründeten 1976 den Verein Lazareto und errichteten eine Gedenkstätte für die Opfer der Erschießungen. Die Insel ist in Staatsbesitz und wurde 1992 als Nationales historisches Monument ausgewiesen. Die griechische Tourismusorganisation (Ελληνικός Οργανισμός Τουρισμού), die die Insel verwaltet, hat 2003 die Errichtung einer nationalen Gedenkstätte angekündigt.